# Antiacido

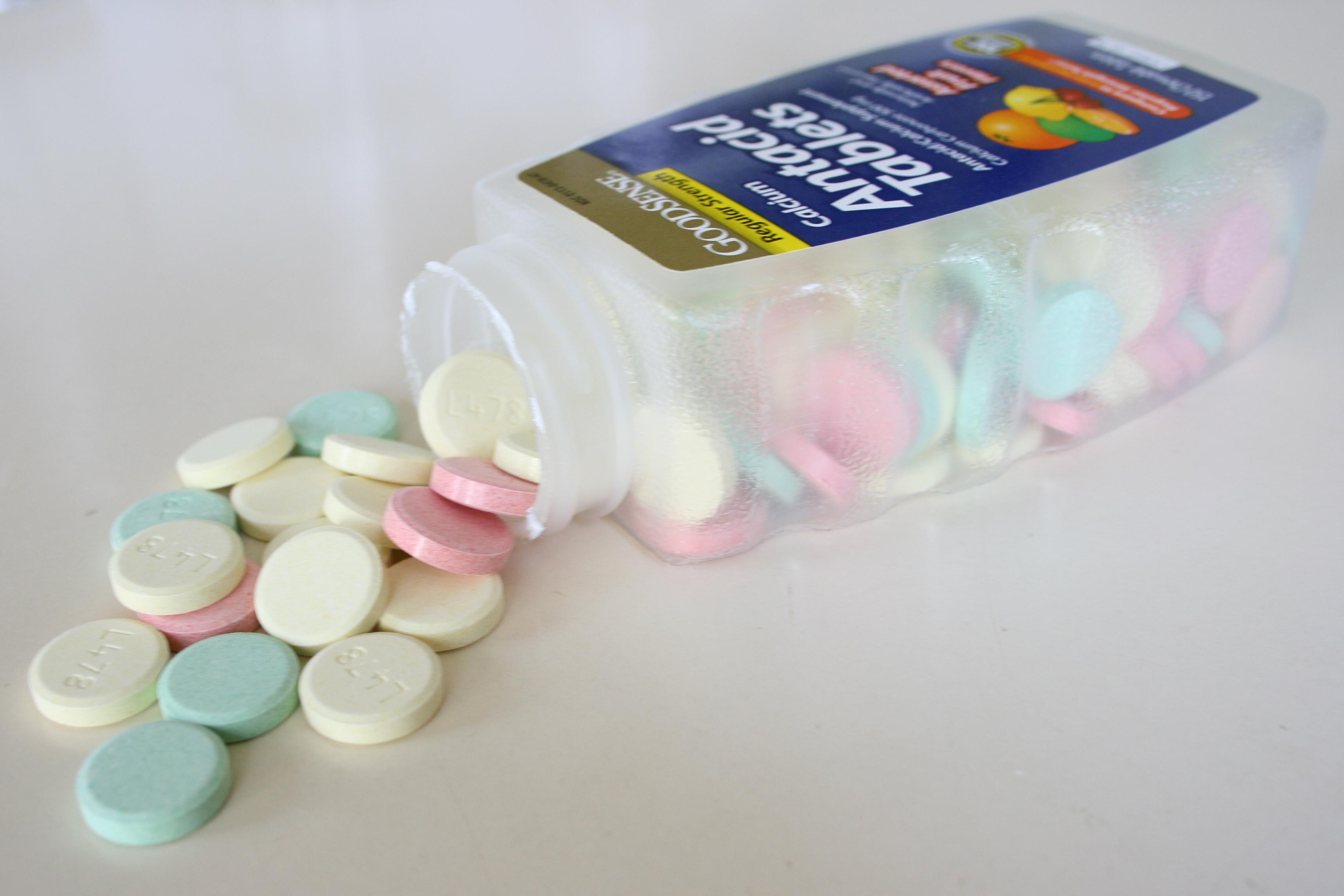
Confezione di antiacido

Un antiacido è un composto chimico, genericamente uno o più sali basici, che neutralizza l'acidità dello stomaco. Tra questi sono compresi il bicarbonato di sodio, l'ossido di magnesio, il citrato di sodio, il trisilicato di magnesio e l'idrossido di alluminio. La mucina, prodotta a livello gastrico, ha le stesse proprietà.

## Meccanismo di azione
Gli antiacidi neutralizzano direttamente acidità, aumentando il pH; sono diversi dagli inibitori di pompa protonica perché non bloccano la secrezione di protoni ma li vanno a neutralizzare direttamente.
Oltre alla riduzione di acidità gastrica, gli antiacidi alterano anche la secrezione di diversi ormoni, in particolare gastrina, colecistochinina e ormoni pancreatici.
Viene alterato anche il profilo delle prostaglandine prodotte dalla mucosa gastroduodenale.
Questa modificazione potrebbe promuovere la guarigione della mucosa ed essere legato all'effetto terapeutico di queste sostanze.

## Usi clinici
Gli antiacidi vengono assunti per via orale per alleviare il bruciore di stomaco, il sintomo principale della malattia da reflusso gastroesofageo. Il trattamento con i soli antiacidi è sintomatico ed è giustificato solo per i sintomi lievi. 
Il trattamento dell'ulcera peptica derivante da eccessiva acidità può richiedere l'utilizzo di antagonisti dei recettori H2 oppure gli inibitori della pompa protonica, e talvolta il trattamento di eradicazione di Helicobacter pylori.

## Effetti collaterali e indesiderati
Un eccesso di calcio derivante da assunzione di integratori alimentari, oppure da diete ad alto contenuto di calcio, può causare l'insorgenza di una sindrome latte-alcali, che ha una tossicità grave e talvolta può essere fatale.
Nel 1915, Bertram Sippy introdusse il "regime Sippy" un regime dietetico che prevedeva l'ingestione ogni ora di latte e panna con la graduale aggiunta di uova e cereali cotti, per 10 giorni, in combinazione con polveri alcaline.
Questo tipo di regime alimentare era stato studiato per fornire sollievo sintomatico per i soggetti affetti da ulcera peptica.
Nel corso dei decenni successivi al suo utilizzo, il regime Sippy comportò l'insorgenza di insufficienza renale, alcalosi e ipercalcemia, per lo più in soggetti di sesso maschile affetti da ulcera peptica.
Questi effetti avversi cessavano allorché i pazienti terminavano di seguire il regime dietetico, tuttavia si verificarono alcuni decessi in soggetti con vomito protratto e irrefrenabile.
L'incidenza della sindrome alcali latte è notevolmente diminuita dopo che furono introdotti alcuni trattamenti efficaci per l'ulcera peptica.
I composti antiacidi contenenti calcio possono aumentare l'escrezione di calcio nelle urine, e questa evenienza può essere associata a una maggiore facilità di formazione di calcoli renali.
I sali di calcio sono inoltre noti per poter causare stitichezza.
- Bicarbonato di sodio: tradizionalmente l'antiacido più utilizzato, ma certamente non il migliore. Ha il vantaggio di agire rapidamente ma nel contempo presenta una breve durata di azione. Questo comporta la necessità di frequenti somministrazioni. La ripetuta ingestione comporta l'introduzione di notevoli quantità di sodio, il quale viene facilmente assorbito e può risultare deleterio per lo sviluppo di ipertensione arteriosa, scompenso cardiaco e diversi disturbi renali.
- Idrossido di alluminio: antiacido di uso molto comune che può portare alla formazione di complessi insolubili alluminio-fosfato, con un rischio di ipofosfatemia e osteomalacia.[5][6][7]

Sebbene l'alluminio presenti un basso assorbimento gastrointestinale, un accumulo può verificarsi soprattutto in soggetti affetti da insufficienza renale. 
Gli antiacidi contenenti alluminio spesso causano stitichezza e possono risultare neurotossici. Controindicato in donne in stato di gravidanza.
- Idrossido di magnesio: ha proprietà lassative. Il magnesio può accumularsi nei pazienti con insufficienza renale e il fenomeno conduce a ipermagnesemia, con conseguenti complicanze cardiovascolari e neurologiche.

In generale gli effetti indesiderati che si associano all'assunzione di antiacidi variano da individuo a individuo, e sono spesso in relazione alla interazione con altri farmaci che possono essere contemporaneamente assunti dal paziente. Tra gli effetti avversi che si verificano con maggiore frequenza vi sono le alterazioni delle funzioni intestinali, come la diarrea, costipazione o flatulenza.
Anche se le reazioni a questa classe di farmaci variano da persona a persona, in genere gli antiacidi contenenti alluminio o calcio sono la causa più probabile di stitichezza. Al contrario gli antiacidi che contengono il magnesio sono una causa più probabile di diarrea. Alcuni prodotti combinano questi diversi ingredienti, al fine di annullarne i rispettivi, spiacevoli e contrastanti effetti collaterali.

## Interazioni
Le alterazioni del pH o la formazione dei complessi possono alterare la biodisponibilità di diversi altri farmaci: atenololo, propranololo, metoprololo, tetracicline, fluorochinoloni, digoxina, bisfosfonati, glucocorticoidi, neurolettici fenotiazinici, indometacina, isoniazide, ketoconazolo e molti altri ancora.
Spesso può essere alterata anche l'escrezione urinaria di diversi farmaci.